# Gerry Rafferty
Gerald Rafferty, művésznevén Gerry Rafferty (Paisley, 1947. április 16. – Stroud, 2011. január 4.) skót énekes, dalszerző, zenész és zenei producer. Leginkább az 1970-es évek végén volt sikeres, ekkoriban olyan sikeres dalai jelentek meg, mint a Baker Street (második stúdióalbumáról – ez a dal számít a legnagyobb slágerének), a Right Down the Line vagy a Night Owl, valamint a Stuck in the Middle with You, melyet 1973-ban rögzített Stealers Wheel nevű zenekarával.
A Beatles és Bob Dylan munkássága volt rá hatással. Májelégtelenség következtében hunyt el 63 évesen.

## Diszkográfia

### Stúdióalbumok
- Can I Have My Money Back? (1971)
- City to City (1978)
- Night Owl (1979)
- Snakes and Ladders (1980)
- Sleepwalking (1982)
- North and South (1988)
- On a Wing and a Prayer (1992)
- Over My Head (1994)
- Another World (2000)
- Life Goes On (2009)
- Rest in Blue (2021)